# Копривець
Копри́вець (болг. Копривец) — село в Русенській області Болгарії. Входить до складу общини Бяла.

## Населення
За даними перепису населення 2011 року у селі проживали 829 осіб.
Національний склад населення села:
| Національність   | Кількість осіб | Відсоток |
| ---------------- | -------------- | -------- |
| болгари          | 808            | 97,7%    |
| турки            | 8              | 1,0%     |
| цигани           | 6              | 0,7%     |
| Всього відповіли | 827            |          |

Розподіл населення за віком у 2011 році:
Динаміка населення: